# James Gilchrist
James Gilchrist (* 29. April 1966) ist ein englischer klassischer Tenor, der zuvor als Arzt tätig war.

## Leben
Musik und Gesang waren Teil der Kindheit von James Gilchrist. So kam er eines Tages als Achtjähriger nach Hause und teilte seinen Eltern mit, dass er fortan im Schulchor singen würde – mit fester Probe am Donnerstag und einem Auftritt jeden Sonntag im Rahmen des Gottesdienstes. Nach Abschluss der Schule entschied er sich für ein Studium der Medizin; er sang jedoch weiter: Gilchrist war zunächst Chorsänger am New College in Oxford und später am King’s College (Cambridge).
Sein Medizinstudium schloss er ebenso ab wie auch das postgraduale Medizindiplom „Membership of the Royal Colleges of Physicians of the United Kingdom“ (MRCP) ab, das zur Mitgliedschaft in einem Ärzteverband wie dem Royal College of Physicians qualifiziert. Zudem arbeitete er einige Zeit als Mediziner. Gleichwohl füllte ihn diese Tätigkeit nicht aus, so dass er sich eine ursprünglich nur auf einen Monat angedachte Auszeit nahm, um sich der Musik zu widmen. Diese Auszeit dauerte aufgrund eingehender Aufträge schließlich ein Jahr, und als er wieder in seinen Beruf als Arzt zurückkehrte, erkannte er, dass er dort auf Dauer nicht glücklich sein würde und auch nicht beide Karrieren ernsthaft parallel verfolgen könnte. Also entschloss er sich 1996 zu einer professionellen Laufbahn als Sänger und nahm Gesangsunterricht bei Janice Chapman und Noelle Barker.
International bekannt wurde Gilchrist 2000 als Teilnehmer der Bach Cantata Pilgrimage des Monteverdi Choir und der English Baroque Soloists unter der Leitung von John Eliot Gardiner. Er trat als Konzert-, Opern- und Oratoriensänger auf, so in Mozarts Requiem mit dem Seattle Symphony Orchestra, in Berlioz’ L’enfance du Christ bei den Proms mit dem Monteverdi Choir & Orchestra, in Händels Judas Maccabaeus mit dem Danish Radio Orchestra und in Johann Sebastian Bachs Weihnachtsoratorium mit dem Tonhalle-Orchester Zürich unter Ton Koopman.
Seine Opernauftritte umfassen Benjamin Brittens The Turn of the Screw an der New Chamber Opera, Händels Acis and Galatea an der Berliner Staatsoper, und Glucks Alceste an der La Monnaie in Brüssel. Zum 60. Jahrestages des Kriegsendes sang er 2005 in der Aufführung von Brittens War Requiem unter Thomas Neuhoff in der Bonner Beethovenhalle. Mit dem Bach-Verein Köln unter Thomas Neuhoff arbeitet Gilchrist regelmäßig zusammen.
Auf CD nahm Gilchrist Werke von Johann Sebastian Bach (Matthäuspassion mit dem Gabrieli Consort unter Paul McCreesh sowie zahlreiche Kantaten), Johann Kuhnau, Sergei Rachmaninow und Benjamin Britten auf.

## Rezeption
Im Rahmen einer Rezension zu einer Bach-Aufnahme hielt die New York Times im Jahr 2000 fest: „James Gilchrist und Peter Harvey, Tenor und Bass, waren lebendige Stimmen mit exzellenter Diktion“ (englisch „James Gilchrist and Peter Harvey, tenor and bass, were vivid voices with excellent diction.“).
Neun Jahre später legte die New York Times im Rahmen einer anderen Rezension noch einmal nach und bestätigte bzw. verstärkte ihr früheres Verdikt: James Gilchrist habe sich als Erzengel Uriel selbst darin bestätigt, dass er derzeit einer des besten Tenöre früher Musik sei („James Gilchrist (the archangel Uriel), who proved himself again, [...], one of the finest early-music tenors working today.“).

## Veröffentlichungen (Auswahl)
- 1999: Vespers (Sergei Rachmaninov) – EMI-Electrola
- 2000: Musica sacra (Giacomo Puccini) – BMG Ariola
- 2002: Gloria RV 589 (Antonio Vivaldi) – EMI-Electrola
- 2002: Israel in Egypt (Georg Friedrich Händel) – Norddeutscher Rundfunk
- 2003: St. Matthew Passion (Johann Sebastian Bach) – Universal Music
- 2004: Missa pro defuncto Archiepiscopo Sigismundo + Missa in honorem Sanctae Ursulae (Michael Haydn) – Hyperion
- 2008: Johannes-Passion (Johann Sebastian Bach) – Verlagsgruppe Dornier
- 2011: Hugo Wolf: The Complete Songs, Vol. 2 (Hugo Wolf) – Stone Records
- 2012: My Beloved Is Mine  (Benjamin Britten) – Linn Records
- 2013: Les Illuminations opus 18 (Benjamin Britten), mit Amsterdam Sinfonietta – Channel Classics
- 2015: St Matthew Passion (Johann Sebastian), mit der Academy Of Ancient Music – AAM Records